# Coulter (Iowa)
Coulter es una ciudad ubicada en el condado de Franklin en el estado estadounidense de Iowa. En el año 2010 tenía una población de 281 habitantes y una densidad poblacional de 44,25 personas por km².

## Geografía
Según la Oficina del Censo de los Estados Unidos, la localidad tiene un área total de 6,35 km², la totalidad de los cuales 6,35 km² corresponden a tierra firme.

## Demografía
Según el censo de 2010, había 281 personas residiendo en la localidad. La densidad de población era de 44,25 hab./km². Había 117 viviendas con una densidad media de 18,43 viviendas/km². El 87,19% de los habitantes eran blancos, el 0,36% afroamericanos, el 12,1% de otras razas, y el 0,36% pertenecía a dos o más razas. El 14,95% de la población eran hispanos o latinos de cualquier raza.
Según la Oficina del Censo en 2000 los ingresos medios por hogar en la localidad eran de $35,208 y los ingresos medios por familia eran $38,958. Los hombres tenían unos ingresos medios de $26,538 frente a los $20,625 para las mujeres. La renta per cápita para la localidad era de $14,056. Alrededor del 18.4% de la población estaban por debajo del umbral de pobreza.